# Монтихолов парадокс
Монтихолов парадокс је мозгалица, у облику слагалице вероватноће , слободно заснован на америчком телевизијском квизу Хајде да се договоримо и назван по свом оригиналном домаћину, Монти Холу. Проблем је првобитно постављен у писму Стива Селвина у Америчком статистичару 1975. , . Она је постала позната као питање из писма читаоца, наводи Мерилин вос Савантов "Питајте Марилин" колумна у часопису Перед 1990. :
Вос Севентов одговор је био да такмичар треба одабрати друга врата . Под стандардним претпоставкама, такмичари који промене одговор имају 2/3 шанси за освајање аута, а такмичари који се чврсто држе свог избора имају само 1/3 шансе.
Наведене могућности зависе од конкретних претпоставки о томе како домаћин и такмичар бирају своја врата. Кључни увид је да, под овим стандардним условима, има више информација о вратима 2 и 3 које нису биле доступне на почетку игре, када је играч одабрао врата 1. Друге могућности избора од оне описане могу открити различите додатне информације, или ништа уопште, и дају различите вероватноће.
Многи читаоци колумне вос Саванте су одбили да верују да је пребацивање корисно и поред њеног објашњења. Након што се проблем појавио у Паради, око 10.000 читалаца, укључујући скоро 1.000 доктора наука, писало је часопису, већина од њих, тврди вос Саванта, је погрешила . Чак и када су дата објашњења, симулације и формални математички докази, многи људи још увек нису прихватили да је пребацивање најбоља стратегија . Пал Ердеш, један од најбољих математичара у историји, остао је неубеђен док није показао компјутерску симулацију потврђујући предвиђени резултат .
Проблем је парадокс опипљивог типа, јер је тачан резултат (требало би да промените врата) толико контраинтуитиван да може да изгледа апсурдно, али је ипак очигледно истина. Монти Хол проблем је математички уско повезан са ранијим проблем три затвореника и много старијим парадоксом Бертрандове кутије.

## Парадокс
Стив Селвин је написао писмо Америчком статистичару 1975. и описао проблем слободно базиран на квизу Хајде да направимо договор, , то је преснимавање "Монтихоловоф парадокса" у наредном писму . Проблем је математички еквивалентан парадоксу три затвореника који је описан у Мартин Гарднеровој је "Математичкој игри" колумни у часопису Сајентистик Американ 1959.  и парадоксу тру гранате описаном у Гарднеровој књизи "Аха Готча" .
Исти проблем се поновио 1990. у писму Крег Вајтакера Мерилин вос Савант "Питајте Марилин" колумна у Перед:
Претоставимо да сте у игри, и дат Вам је избор троје врата: Иза једних врата је ауто; иза других, козе. Ви бирате врата, рецимо бр.1 , а домаћин, који зна шта је иза врата and the host, отвара друга врата, рецимо бр.3; иза којих је коза. Онда Вам он каже: "Да ли желите да одаберете врата Бр. 2?" Да ли је на вашу корист да промените избор? , од стране )

## Стандардне претпоставке
Понашање домаћина је кључ за 2/3 решења. Нејасноће у "Перед" верзији експлицитно не дефинишу протокол домаћина. Међутим решење Мерилин вос Савант је штампано уз питање Вајтекера, што подразумева оба, и  и  експлицитно дефинисање улоге домаћина на следећи начин:
1. Домаћин увек мора да отвори врата која није одабрао такмичар [12].
2. Домаћин увек мора да отвори врата да открије козу, а никада ауто.
3. Домаћин увек мора да понуди могућност да се бира између првобитно одабраних врата и других затворених врата.

Када било која од ових претпоставки варира, то може променити вероватноћу победе променом врата као што је описано у поглављу. Такође се обично претпоставља да се возило у почетку крије иза случајних врата и да ако је играч у почетку одабрао ауто, онда је избор домаћина врата која скривају козу случајан.  Неки аутори, самостално или инклузивно, претпостављају да је случајни иницијални избор такмичара добар. 

## Једноставна решења
Решење које је представила  у Перед показује три могућа аранжмана једног аутомобила и две козе иза три врата и резултат останка или промене након првобитног одабира врата 1 у сваком случају:
| Иза врата 1 | Иза врата 2 | Иза врата 3 | Резултат ако останемо при избору врата 1 | Резултат ако променимо одабир врата |
| ----------- | ----------- | ----------- | ---------------------------------------- | ----------------------------------- |
| Ауто        | Коза        | Коза        | Освајамо ауто                            | Освајамо козу                       |
| Коза        | Ауто        | Коза        | Освајамо козу                            | Освајамо ауто                       |
| Коза        | Коза        | Ауто        | Освајамо козу                            | Освајамо ауто                       |
Играч који остане при почетном избору побеђује у само једној од ове три подједнако вероватне могућности, док играч који промени побеђује у два од три.
Интуитивно објашњење је да уколико такмичар одабере козу (2 од 3 врата) такмичар ће освојити аутомобил ако промени пошто друга коза не може више бити изабрана, а ако такмичар бира ауто (1 од 3 врата) такмичар неће освојити ауто пребацивањем . Чињеница да је домаћин накнадно открио козу у једним од неотворених врата не мења ништа о почетној вероватноћи.
Други начин да се разуме решење је да се размотре двоје оригиналних неодабраних врата заједно ;  , , . Како Сесил Адамс  каже, "Монти је рекао: можете задржати своја прва врата или можете имати друга двоје врата". 2/3 шансе за проналажење кола није мењано од отварања једних од ових врата јер Монти, знајући где се налази ауто, сигуран да открије козу. Дакле, избор играча након што домаћин отвори се не разликује од момента када је домаћин понудио играчу опцију за прелазак из првобитно изабраних врата на двоје преосталих врата. Промена у овом случају јасно даје играчу вероватноћу 2/3 избора аута.
Како каже Кејт Девлин , "Отварањем врата, Монти је рекао да такмичару " Постоје двоје врата које нисте изабрали, а вероватноћа да се награда крије иза једних од њих је 2/3. Ја ћу да вам помогнем користећи своје знање где је награда да отворите једна од то двоје врата да вам покажем да не крију награду. Можете искористити ове додатне информације. Ваш избор врата А има шансу 1 од 3 да будете победник. Нисам променио то, али укидањем врата C, ја сам вам показао да је вероватноћа да врата Б кријеунаграду је 2 од 3. .
Вос Савант указује на то да ће решење бити више интуитивно са 1.000.000 врата пре него са 3. . У овом случају постоје врата са 999.999 коза иза њих и једна врата са наградом. Након што је играч бира врата домаћин отвара све осим 1 од преосталих врата. У просеку, у 999,999 пута од 1.000.000, преостала врата ће садржати награду. Интуитивно, играч треба питати колико је вероватно да је, с обзиром да је милион врата, он или она успела да изабере права на почетку. Стибел ет ал.  је предложио да се потражња меморије опорезује током Монтихаловог парадокса и да то приморава људе да "колабирају" своје изборе у две једнако могуће опције. Они наводе да када се повећава број опција за више од 7 избора (7 врата) људи имају тенденцију да се промене чешће; међутим већина такмичара и даље погрешно суди вероватноћу успеха на 50/50.

## Вос Савант и сензација медија
Вос Савант је написала у својој првој колумни за Монтихолов парадокс да играч треба да промени . Она је добила на хиљаде писама од њених читалаца-огромна већина која, укључујући и многе од читалаца доктора наука, се не слаже са њеним одговором. Током 1990-1991 још три њене колумне у Перед биле су посвећене парадоксу (вос Савант 1990-1991). Бројни примери писама од читалаца Вос Савантине колумне су представљени и разматрани у Монтихоловој дилеми: А когнитив илужн пар екселенс (Гранберг 2014).
Расправа је била репродукована у другим местима (на пример, у Сесил Адамс '"Д стреит доуп" колумни, , и пријављена у главним новинама као што су Њујорк тајмс .
У покушају да разјасни свој одговор она је предложила шкољка игру  да илуструје: "Гледаш даље, и ја ставим грашак под једну од три шкољке. Онда Вас замолим да ставите прст на шкољку. Шанса да Ваш избор садржи грашак су 1/3, слажете ли се? Онда ја једноставно подигнем празну шкољку из преостале друге две. Као што могу (и хоћу) урадити, без обзира шта сте изабрали, научили смо да нам ништа не дозвољава да ревидирамо квоте на шкољци под прстом." Она је такође предложила сличну симулацију са три карте.
Вос Савант је прокоментарисала да, иако су неке забуне изазване од стране неких читалаца који не схватају да је требало да претпоставе да домаћин мора увек открити козу, скоро сви њени бројни дописници су правилно разумели проблем претпоставке, и још увек су били уверени да је вос Савантин одговор ("прекидач") погрешан.

## Конфузија и критика

### Извори конфузије
Када је први пут представљен Монтихолов парадокс огромна већина људи је претпоставила да свака врата има једнаку могућност и закључила да промена није битна . Од 228 предмета у једној студији, само 13% је изабрао да промену . У својој књизи Д Павр оф Лоџикал тинкин,  наводи когнитивни психолог Масимо Пиатели-Палмарини како каже "... ниједна друга статистичка слагалица не долази тако близу преваре свих људи све време" и "да чак Нобел физичари систематски дају погрешан одговор, и да инсистирају на томе, и они су спремни да изгрде у штампи оне који предлажу прави одговор ". Голубови су више пута изложени проблему показивања да брзо уче да увек треба да промене, за разлику од људи .
Већина изјава проблема, посебно она у Перед магазину, не одговарају правилима стварног квиза , и не одређују у потпуности понашање домаћина или да је изабрана локација аутомобила случано одабрана . Краус и Ванг  претпоставка да људи чине стандардне претпоставке, чак и ако нису експлицитно наведене.
Иако су ова питања математички значајна, чак и када за контролу ових фактора скоро сви људи и даље мисле да свака од двоје неотворених врата имају једнаку могућност и закључују да пребацивање није битно . Ова "једнака вероватноћа" претпоставка је дубоко укорењена интуиција . Људи снажно теже да размишљају да је вероватноћа равномерно распоређена по онолико непознаница колико их је присутно, не узимајући у обзир да ли је или није . Заиста, ако играч сматра да су одабир и промена једнака и зато једнако често одлучују да промене као да остану, они ће освојити 50% времена, јачајући своју првобитну веру. Како не постоје неједнаке шансе за ово двоје врата, а не с обзиром на то да (1/3 + 2/3) / 2 даје шансу од 50%, као "мала зелена жена" пример.
Проблем наставља да привлачи пажњу когнитивних психолога. Типично понашање већине, односно, не пребацивање, може се објаснити путем феномена познатог у психолошкој литератури као: 1) ефекат задужбине ; људи имају тенденцију да прецењују победничку вероватноћу већ изабраног - већ "у власништву" - врата; 2) статус куо пристрасност ; људи воле да се држе првобитног избора врата; 3) грешке пропуста у односу на грешке комисије ефекта ; све остало сматрају једнаким, људи више воле грешке за које су одговорни до којих је дошло приликом  пропуста  предузимања акције, него кроз узету изричиту акцију која касније постаје позната као погрешна. Експериментални докази потврђују да су ово могућа објашњења која не зависе од вероватноће интуиције . .

## Решења користећи условну вероватноћу и друга решења
Једноставна решења показују да играч са стратегијом пребацивања осваја аутомобил са укупном вероватноћом 2/3, односно, без узимања у обзир која врата је отворио домаћин  . За разлику од већине извора у области вероватноће израчунавање условне вероватноће да је аутомобил иза врата 1 и врата 2 су 1/3 и 2/3 дата такмичару на почетку да бира врата 1 и домаћин отвара врата 3 (, , , , , , . Решења у овом одељку узимају у обзир само оне случајеве у којима је играч одабрао врата 1 и домаћин отворио врата 3.

### Прерада једноставног решења
Ако претпоставимо да домаћин отвара врата случајно, кад имају избор, затим која врата домаћин отвара не даје нам никакве информације да ли или не је аутомобил иза врата 1. У једноставним решењима, већ смо приметили да је вероватноћа да је аутомобил иза врата 1, врата првобитно изабраних од стране играча, у почетку 1/3. Штавише, домаћин ће свакако отворити врата (различита), тако да отварање врата (која врата неодређено) не промени ово. 1/3 мора бити просечна вероватноћа да је аутомобил иза врата 1 јер је домаћин изабрао врата 2 или да је домаћин изабрао врата 3 јер то су једине две могућности. Али ове две вероватноће су исте. Због тога су једнаке 1/3 . То показује да је шанса да је аутомобил иза врата 1. с обзиром на то да је играч првобитно изабрао ова врата и с обзиром да је домаћин отворио врата 3 је 1/3, а из тога следи да је шанса да је аутомобил иза врата 2 дају играчу на почетку избор да изабере врата 1 и да домаћин отвори врата 3 је 2/3. Анализа такође показује да се укупна стопа успеха 2/3, постигнута увек пребацивањем, не може побољшати, и наглашава оно што је већ можда било очигледно: избор са којим се играч суочава је да између врата која је почетку изабрао, и између врата левозатворених од домаћина, конкретни бројеви ових врата су небитни.

### Условна вероватноћа директног обрачуна
По дефиницији, условна вероватноћа победе променом с обзиром на такмичар на почетку бира врата 1 и домаћин отвара врата 3 је вероватноћа за догађаје "аутомобил је иза врата 2 и домаћин отвара врата 3" подељен је вероватноћом за "домаћин отвара врата 3 ". Ове вероватноће се могу одредити која се у односу на условну вероватноћу у табели, или еквивалентно стаблу одлучивања као што је приказано на десној страни ; ; . Условна вероватноћа победе променом је (1/3) / (1/3 + 1/6), што је 2/3 .
Условна вероватноћа из табеле показује како би се 300 случајева, у којима су сви играчи на почетку бирали врата 1, разишли, у просеку, у складу са локацијом аута и избором врата које домаћин отвори.
| Ауто је сакривен иза врата 3 ( 100 случајева од 300)                                                        | Ауто је сакривен иза врата 1 (100 случајева од 300)                                                         | Ауто је сакривен иза врата 1 (100 случајева од 300)                                                         | Ауто је сакривен иза врата 2 (100 случајева од 300)                                                         |
| Играч случајно бира врата 1, 300 понављања                                                                  | Играч случајно бира врата 1, 300 понављања                                                                  | Играч случајно бира врата 1, 300 понављања                                                                  | Играч случајно бира врата 1, 300 понављања                                                                  |
| --- | --- | --- | --- |
| Player has picked Door 1 and the car is behind Door 3                                                       | Player has picked Door 1 and the car is behind it                                                           | Player has picked Door 1 and the car is behind it                                                           | Player has picked Door 1 and the car is behind Door 2                                                       |
| Домаћин мора да отвори врата 2 (100 cases)                                                                  | Домаћин случајно отвара врата 2 ( 50 случајева)                                                             | Домаћин случајно отвара врата 3 ( 50 случајева)                                                             | Домаћин мора да отвори врата 3 (100 случајева)                                                              |
| Host must open Door 2 if the player picks Door 1 and the car is behind Door 3                               | Host opens Door 2 half the time if the player picks Door 1 and the car is behind it                         | Host opens Door 3 half the time if the player picks Door 1 and the car is behind it                         | Host must open Door 3 if the player picks Door 1 and the car is behind Door 2                               |
| Вероватноћа 1/3 (100 од 300)                                                                                | Вероватноћа 1/6 (50 од 300)                                                                                 | Вероватноћа 1/6 (50 од 300)                                                                                 | Вероватноћа 1/3 (100 од 300)                                                                                |
| Промена побеђује                                                                                            | Промена губи                                                                                                | Промена губи                                                                                                | Промена побеђује                                                                                            |
| Када домаћин отвара врата 2, промена побеђује дупло онолико често колико останак (100 случајева наспрам 50) | Када домаћин отвара врата 2, промена побеђује дупло онолико често колико останак (100 случајева наспрам 50) | Када домаћин отвара врата 2, промена побеђује дупло онолико често колико останак (100 случајева наспрам 50) | Када домаћин отвара врата 2, промена побеђује дупло онолико често колико останак (100 случајева наспрам 50) |

### Бејесова теорема
Многе књиге вероватноће и чланци из области теорије вероватноће извлаче условно решење вероватноће кроз формалне примене Бајесове теореме; међу њима  и . Употреба квота облику Бајесове теореме, често називане Бајесово правило, чини таква извођења транспарентнијим , .
У почетку, ауто је једнако вероватно иза било којих од троје врата: Квоте на вратима 1, 2 врата, и врата 3 су1: 1: 1. Ово остаје случај након што је играч изабрао врата 1, независно. Према Бајесовом правилу, задња квоте на локацији аутомобила, с обзиром да домаћин отвара врата 3, једнаке су ранијим квотама помноженим Бајесовим фактор или вероватноћом, која је по дефиницији вероватноћа новог податка ( домаћин отвара врата 3) под сваку од хипотеза сматраним (локација аутомобила). Сада, пошто је играч првобитно изабрао врата 1, шанса да домаћин отвара врата 3 је 50% ако је ауто иза врата 1, 100% ако је ауто иза врата 2, 0% ако је ауто иза врата 3. Тако се Бајесов фактор састоји од односа 1/2: 1: 0 или еквивалентно 1: 2: 0, док су раније биле шансе 1: 1: 1. Тако задње шансе постају равноправне са Бајесовим фактор 1: 2: 0. Имајући у виду да домаћин отвара врата 3, вероватноћа да је ауто иза врата 3 је нула, а то је дупло вероватно бити иза врата 2 од врата 1.
Ричард Гил (2011) анализира могућност да домаћин отвори врата 3 на следећи начин. С обзиром на то да ауто није иза врата 1, подједнако је вероватно да је иза врата 2 или 3. Дакле, шанса да домаћин отвара врата 3 је 50%. С обзиром да је аутомобил иза врата 1. шанса да домаћин отвара врата 3 је такође 50%, јер када домаћин има избор, или избор је једнако вероватно. Дакле, без обзира да ли је аутомобил иза врата 1, шанса да домаћин отвара врата 3 је 50%. Информација "домаћин отвара врата 3" доприноси Бајесовом фактору или фактору ризика 1: 1, да ли је или није аутомобил иза врата 1. У почетку, шансе да врата 1 крију ауто су 2: 1. Стога, задња шанса да врата 1 крију ауто остаје иста као и претходни пут, 2: 1.
Речима, информације која се врата отварају од стране домаћина (врата 2 или врата 3?) не откривају никакве информације о томе да ли је или није аутомобил иза врата 1, а то је управо оно што је наводно било очигледно присталицама једноставних решења, или користећи идиоме математичких доказа ", очигледно истинитих, симетријом" .

### Директни прорачун
Узимајући у обзир догађаје Ц1, Ц2 и Ц3 указује да је ауто иза врата 1,2 или 3. Сви ови догађаји имају вероватноћу 1/3.
Да играч на почетку бира врата 1 је описано догађајем Х1. Како је први избор играча независтан од положаја аутомобила, такође су условне вероватноће су П (Ц1 | Х1) = 1/3. Врата 3 која отвара домаћин описана су догађајем Х3. За овај догађај важи:
{\displaystyle P(H3|C1,X1)=1/2}
{\displaystyle P(H3|C2,X1)=1}
{\displaystyle P(H3|C3,X1)=0}
Затим, ако је играч у почетку одабрао врата 1, а домаћин отварио врата 3, условна вероватноћа победе премештањем је
{\displaystyle P(C2|H3,X1)={\frac {P(H3|C2,X1)P(C2|X1)}{P(H3|X1)}}}
{\displaystyle ={\frac {P(H3|C2,X1)P(C2|X1)}{P(H3|C1,X1)P(C1|X1)+P(H3|C2,X1)P(C2|X1)+P(H3|C3,X1)P(C3|X1)}}}

### Стратегија доминантних решења
Враћајући се , Монтихолов парадокс је много студиран у литератури о теорији игара и теорији одлучивања, као и у неким популарним решењима који одговарају овој тачки гледишта. Вос Савант тражи одлуке, не шансе. И шансу аспеката како је аутомобил скривен и како су отворена врата одабрана непознато. Са ове тачке гледишта, треба запамтити да играч има две прилике да направи избор: пре свега, која врата да на почетку изабере; и друго, да ли или не да премести. Пошто он не зна како аутомобил је сакривен, нити како домаћин прави избор, он може да искористи своје прве прилике избора, као што су да неутралише акције тима који ради на квизу, укључујући и домаћина.
По  стратегија такмичара обухвата две акције: иницијални избор врата и одлуку да промени (или да се ослања) која може да зависи и од врата која је првобитно изабрао и врата за којадомаћин нуди промену. На пример, стратегија једног такмичара је "изабрати врата 1, а затим пребацити на врата 2 када је понуђено, и не пребацити на врата 3 када је понуђено". Постоји дванаест таквих детерминистичких стратегија такмичара.
Основна такмичарева стратегија упоређивања показује да за сваку стратегију постоји још једна стратегија Б "одабрати врата, аонда пребацити без обзира шта се деси", који  доминира. Без обзира на то како је возило скривено и без обзира на то која правила домаћин користи када има избор између две козе, ако А добије аутомобил онда Б такође добије. На пример, стратегија А "одабрати врата 1 онда се увек држати тога" је доминантна од стратегије Б "одабрати врата 2, а онда увек променити након што домаћин отвори врата": А побеђује када су врата 1 скривала ауто, док Б побеђује када једна од врата 1 и 3 скривају ауто. Слично томе, стратегија А "одабрати врата 1, онда прећи на врата 2 (ако су понуђена понуђена), али не пребацити на врата 3 (ако су понуђен)" је доминантна од стратегије Б "одабрати врата 3 и онда увек пребацити".
Доминација је јак разлог да се траже решења за стратегију увек пребацивања, под прилично општим претпоставкама о окружењу у којем такмичар доноси одлуке. Конкретно, ако је аутомобил сакривен посредством неког насумичног уређаја - као што су бацање симетричне или асиметричне тростране коцке - доминација подразумева да ће стратегија максимизирања вероватноће освајања аута бути међу три увек пребациване стратегије, односно биће стратегија која у почетку бира врата са најмање шансе, а онда пребацује без обзира која врата да отвори домаћин.
Стратешка доминација повезује Монтихалов парадокс са теоријом игара. У окружењу нулте суме , одбацујући неодабране стратегије смањује игру на следеће једноставне варијанте: домаћин (или ТВ-тим) одлучује о томе која врата крију ауто, а такмичар бира двоје врата (тј. двоје врата преосталих након такмичаревог првог, номиналног избора). Такмичар побеђује (и његов противник изгуби) ако је ауто иза једних од двоје врата која је изабрало.

### Решења помоћу симулације
Једноставан начин да се покаже да је стратегија пребацивања заиста побеђује два од три пута са стандардном претпоставком је да симулира игру са картама . Три карте од обичног шпила се користе за представљање троје врата; једна 'посебна' карта представља врата са аутом и две друге карте представљају козу врата.
Симулација се може поновити неколико пута да симулира више кругова игре. Играч бира једну од три карте, онда, гледајући преостале две карте "домаћин" одбацује коза карту. Ако је карта преостала у руци домаћина ауто карта, ово је забележено као промена победа; ако домаћин држи коза карту, рунда се евидентира као победа останка. Како се овај експеримент понавља током неколико рунди, посматрана стопа победа за сваку стратегију ће вероватно ускладити своју теоријску победу са вероватноћом.
Поновљање игре чини јасним зашто је пребацивање боља стратегија. Након што играч бира своју карту, што је већ утврђено да ли ће пребацивање освојити рунду за играча. Ако ово није уверљиво, симулација може да се уради са целим шпилом. ; . У овој варијанти аутомобил карта иде домаћину 51 пута од 52, и остаје са домаћином, без обзира колико је не-карти одбачено.

### Критика једноставних решења
Као што је већ примећено, већина извора у области вероватноће, укључујући и многе уводне уџбенике вероватноће, решење проблема показује условне вероватноће да је аутомобил иза врата 1 и врата 2 су 1/3 и 2/3 (не 1/2 и 1 /2) с обзиром на то да такмичар на почетку бира врата 1 и домаћин отвара врата 3; разни начини за итвођење и разумевање овог резултата су дати у претходним ставовима. Међу овим изворима сих је неколико који експлицитно критикују популарно презентована "симпл" решења, рекавши да су ова решења "тачна, али ... климава" , или не "решавају проблем" , или су "непотпуна ", или су "неубедљива и доводе у заблуду " или су (највише отворено)" лажне ". Неки кажу да су ова решења одговори на мало другачије питање - једна формулација је "морате да објавите пре него што су врата отворена да ли планирате да промените" , нагласак у оригиналу).
Једноставна решења показују на различите начине да ће такмичар који је одређен за пребацивање освојити аутомобил са вероватноћом 2/3, а самим тим и да је пребацивање победничка стратегија, ако играч мора да изабере унапред између "увек пребацивање" и "увек остати ". Међутим, вероватноћа победе увек пребацивањем је логички концепт различит од вероватноће победе преласком с обзиром да је играч отворио врата 1 и да је домаћин отворио врата 3. Као што један извор каже, "разлика између [ових питања] може многе да збуни". Ова чињеница да су различити може се приказати варирањем проблема тако да ове две вероватноће имају различите нумеричке вредности. На пример, претпоставимо да такмичар зна да Монти не бира друга врата случајно међу свим правним алтернативама, већ, када се даје могућност да изаберете између 2 губитничких врата, Монти ће отворити једна на десној страни. У овој ситуацији следећа два питања имају различите одговоре:
1. Која је вероватноћа освајања аута увек променом?
2. Која је могућност освајања аута ако је такмичар одабрао врата 1, а домаћин отворио врата 3?

Одговор на прво питање је 2/3, што је исправно показано "симпл" решењима. Међутим, одговор на друго питање је сада другачији: условна вероватноћа да је аутомобил иза врата 1 или врата 2, а домаћин отвора врата 3 (врата са десне стране) је 1/2. То је зато што Монти преферира десна врата што значи да отвара врата 3 ако је ауто иза врата 1 (чија је првобитна вероватноћа 1/3) или ако је ауто иза врата 2 (такође пореклом са вероватноћом 1/3). За овакве варијације, два питања дају различите одговоре. Међутим, док је почетна вероватноћа да је аутомобил иза сваких врата 1/3, то никада није на штету такмичара да мења, јер је условна вероватноћа победе од пребацивања увек најмање 1/2. 
Четири професора са универзитета су објавила чланак (Морган и сарадници., 1991) у Американ Статистикан-у тврдећи да је Вос Савант дала тачан савет, али погрешан аргумент. Они су веровали да ће питање за шансу аутомобила иза врата 2 дати иницијални избор играчу да одабере врата 1 и отворена врата 3, и показали су да је та шанса нешто између 1/2 и 1 у зависности од процеса доношења одлуке домаћина с обзиром на избор . Тек када је одлука потпуно распоређена шанса је 2/3.
У позвани коментар  и у наредним писмима уреднику, ; Рао, 1992; ;  Моргана и сараднике подржали су неки писци, а критиковали други; у сваком случају одговор Моргана и сарадника је објављен уз писма или коментаре у Американ статистикан-у. Посебно, вос Савант бранила је себе енергично. Морган и сарадници су се жалили у свом одговору вос Саванти (1991ц) на који вос Саванта још увек није заправо одговорила на њихово главно питање. Касније у свом одговору Хогбин и Нијдам (2011) су се договорили да је природно претпоставити да домаћин бира врата потпуно насумице, кад нема избора, а самим тим и да је условна вероватноћа победе од промене ( односно, условно с обзиром на ситуацију у којој је играч кад има право да направи свој избор) има исту вредност, 2/3, као безусловна вероватноћа победе од промене (тј, у просеку преко свих могућих ситуација). Ову једнакост је већ нагласио Бел (1992) који је предложио да Морган и сарадници математички укључе решење само апелом на статистичаре, док је једнакост условног и безусловног решења у случају симетрије интуитивно очигледна.
Постоји неслагање у литератури о томе да ли је вос Савантина формулација проблема, као што је представљено у часопису Перед, тражи прво или друго питање, и да ли је ова разлика значајна . Бехрендс  закључује да "Мора се размотрити то питање са пажњом да се види да су обе анализе исправне"; што не значи да су оне исте. Једна анализа за једно питање, друга анализа за друго питање. Неколико дискутаната на папиру од , чији доприноси су објављени на оригиналном папиру, оштро критиковани аутори за мењање вос Савантиног текста и погрешно тумачење своје намере . Један дискутант (Вилијам Бел) је сматрао да је ствар укуса да ли је или не експлицитно помињање тога (под стандардним условима), која је врата отворио домаћин је независно од тога да ли или не треба да промените.
Међу једноставним решењима, "решење комбинованих врата" долази до најближег условног решења, као што смо видели у расправи приступа користећи концепт супротности и Бајесове теореме. Она се заснива на дубоко укорењеној интуицији да открива информације које су већ познате и не утиче на вероватноћу. Али знајући да домаћин може да отвори једна од двоје неодабраних врата да покаже козу не значи да отварање одређених врата неће утицати на вероватноћу да је аутомобил иза првобитно изабраних врата. Поента је да, иако знамо унапред да ће домаћин отвори врата и открити козу, не знамо која врата да ће се отворити. Ако домаћин бира насумично између врата која крију козу (као што је случај у стандардном тумачењу) ово вероватно заиста остаје непромењено, али ако домаћин може изабрати не случајно између тих врата онда специфична врата која је домаћин отвара откривају додатне информације. Домаћин увек може да отвори врата која откривају козу и (у стандардном тумачењу проблема), вероватноћа да је аутомобил иза првобитно изабраних врата се не мења, али то није због форме да је ово друго истина. Решења заснована на претпоставци да акције домаћина не могу утицати на вероватноћу да је аутомобил иза првобитно изабраних изгледа убедљив, али је тврдња једноставно неистинита, осим ако су сваки од два избора домаћина подједнако вероватни, ако има избор . Тврдња стога треба да буде оправдана; без оправдања се даје, решење је у најбољем непотпуно. Одговор може да буде тачан, али је образложење коришћено за оправдање неисправно.
Неке од конфузија у литератури несумњиво произилазе јер су писци користили различите концепте вероватноће, нарочито у односу на Бајесову верзију вероватноће. За Бајесове, вероватноћа представља знање. За нас и за играча, аутомобил ће првобитно једнако вероватно бити иза сваких од троје врата јер не знамо апсолутно ништа о томе како су организатори игре одлучили где да га ставе. За нас и за играча, домаћин ће једнако вероватно да одабере било која врата (када има избор), јер не знамо апсолутно ништа о томе како он прави свој избор. Ове "једнаке вероватноће" вероватноће задатака одређују симетрију у проблему. Иста симетрија може да се користи за тврдње да су унапред специфични бројеви врата ирелевантни, као што смо горе видели.

## Могућности
Заједничка варијанта проблема, преузета од неколико академских аутора као канонски проблем, не чини једноставном претпоставку да домаћин мора насумично да изабере врата која ће да отвори, али уместо да користи неку другу стратегију. Конфузија о томе која формализација је ауторитативно довела до значајне заједљивости, посебно због тога што ова варијанта даје доказе више укључене без мењања оптималности стратегије увек мењања за играча. У овој варијанти, играч може имати различите вероватноће победе у зависности од посматраног избора домаћина, али у сваком случају је вероватноћа победе од пребацивања најмање 1/2 (и може бити висока до 1), док је укупна вероватноћа победе од пребацивања увек тачно 2/3. Варијанте су понекад приказане у сукцесији у уџбеницима и предметима намењеним за учење основе теорије вероватноће и теорије игара. Знатан број других генерализација се такође разматрао.

### Други избори домаћина
Верзија за Монтхолов парадокс који је објављен у Перед 1990. године није изричито наводио да ће домаћин увек отворити још једна врата, или увек нудео избор за прелазак, или да се чак никада не отварају врата која крију ауто. Међутим, вос Саванта је то разјаснила у својој другој колумни да ће понашање домаћина бити само оно што је довело до 2/3 вероватноће, што је дала као свој оригиналан одговор. "Све друго је друго питање".  "Практично сви моји критичари разумеју намену сценарија. Ја сам лично прочитала скоро три хиљаде писама (од многих додатних хиљада који су стигли) и уочила да готово свако инсистира само на томе што су остале две опције (или еквивалентне грешке ), шансе су једнаке. Веома мали број је поставио питање двосмислености, као и да су писма заправо објављена у колумни нису била међу оних неколико. "  Одговор гласи ако је аутомобил постављен насумице иза било врата, домаћин мора да отвори врата откривајући козу, без обзира на почетни избор играча и, ако су двоја врата на располагању, бира случајно која да отвори . Следећа табела приказује низ других могућих избора домаћина и утицај на успех пребацивања.
Одређивање играчеве најбоље стратегије у оквиру датог низа других правила домаћин мора да следи је врста проблема студирана у теорији игара. На пример, ако домаћин није у обавези да понуди промену играч може посумњати да је домаћин злонамеран и да чини понуде чешће ако је играч првобитно изабрао ауто. У принципу, одговор на ову врсту питања зависи од конкретних претпоставки о понашању домаћина, а може се кретати од "игнорисати домаћина потпуно" до "баците новчић и промените ако падне глава"; види последњи ред у табели.
Морган и сарадници  и Гилмен  показују општије решење где је ауто (равномерно) насумично постављен, али домаћин није ограничен да изабере насумично ако је играч првобитно изабрао ауто, који је, како обојица тумаче изјаву проблема у Перед упркос одрицању аутора. Обојица су променили формулацију верзије Парад да нагласе ту тачку када су преправљали проблем. Они сматрају сценарио где домаћин бира између откривања две козе са склоношћи израженом као вероватноћа q, има вредност између 0 и 1. Ако је домаћин бира насумице q биће 1/2 и пребацивање побеђује са вероватноћом 2/3 без обзира на то која врата отвара домаћин. Ако играч бира врата 1 и домаћин даје предност вратима за 3 је q, онда је вероватноћа да домаћин отвара врата 3 и да је ауто иза врата 2 1/3, док је вероватноћа да домаћин отвара врата 3 и да је ауто иза врата 1 (1/3) q. То су једини случајеви у којима домаћин отвара врата 3, тако да је условна вероватноћа победе променом с обзиром домаћин отвара врата 3 (1/3) / (1/3 + (1/3) q) који поједностављује до 1 / (1 + к). Пошто q може да варира између 0 и 1, условна вероватноћа може да варира између 1/2 и 1. То значи да чак и без ограничавања како домаћин бира врата ако је играч у почетку одабрао ауто, играчу никада није лошије да промени. Међутим ни извор не сугерише да играч зна шта је вредност q тако да се играч не може ослонити на другу вероватноћу осим 2/3 за коју је вос Саванта сматрала да је имплицитна.
| Могући избори домаћина при неспецифичном проблему | Могући избори домаћина при неспецифичном проблему |
| Избор домаћина | Резултат |
| --- | --- |
| Домаћин се понаша као што је наведено у специфичној верзији проблема. | Пребацивање осваја аутомобил за две трећине времена. (Специфични случај генерализоване формом испод са p=q=½) |
| Домаћин увек открива козу и увек нуди промену. Ако има избора, бира козу са леве стране са вероватноћом p (која може зависити од почетног избора играча) и десна врата са вероватноћом q=1−p. . | Ако домаћин отвори десна врата, промена побеђује са вероватноћом 1/(1+q). |
| "Монти из пакла": Домаћин нуди опцију промене само када је играч одабрао победничка врата. | Пребацивање увек даје козу. |
| "Анђеоски Монти": Домаћин нуди опцију промене само када је играч изабрао погрешна врата . | Пребацивање увек даје ауто. |
| "Монтијев пад" или "Неуки Монти": Домаћин не зна шта је иза врата и отвара једна насумично и догађа се да не крију ауто . | Пребацивање даје ауто за половину времена. |
| Домаћин зна шта је иза врата, и (пре него што играч одабере) бира насумично коју козу да открије. Он нуди опцију замене само када се играчев избор разликује од његово. | Пребацивање даје ауто за половину времена. |
| Домаћин отвара врата и даје понуду за замену 100% од времена ако такмичар испрва одабере ауто, и 50% времена у супротном. | Промена осваја 1/2 времена за Нешов еквилибријум. |
| Четири фазе два играча теоријске игре , . Играч игра против организатора квиза (ТВ станице) који подразумева домаћина. Прва фаза: организатори бирају врата (избор се држи у тајности од играча). Друга фаза: играч направи прелиминарни избор врата. Трећа фаза: домаћин отвара врата. Четврта фаза: тим доноси коначну одлуку. Играч жели да освоји аутомобил, ТВ станица жели да га задржи. Ово су нулте суме игре две особе. Вон Нојманова теорема из теорије игара, ако дозволимо обема странама потпуно рандомизиране стратегије постоји минимакс решење или Нешов еквилибријум . | Минимакс решење (Нешов еквилибријум): аутомобил је прво скривен насумично и домаћин касније бира случајна врата да отвори без откривања аута и другачија од врата играча; играч први бира случајна врата, а касније се увек пребацује на друга затворена врата. Са својом стратегијом, играч има шансе за победу за најмање 2/3, међутим ТВ станица игра; са стратегијом ТВ станице, ТВ станица ће изгубити са вероватноћом највише 2/3, међутим, играч игра. Чињеница да се две стратегије поклапају (најмање 2/3, највише 2/3) доказује да они чине минимакс решења. |
| Као претходни, али сада домаћин има опцију да не отвори врата уопште. | Минимакс решење (Нешов еквилибријум): аутомобил је прво скривен насумично и домаћин касније никада не отвара врата; Први играч бира врата случајно, а касније се никада не пребацује. Стратегија играча гарантује шансу за победу за најмање 1/3. Стратегија ТВ станице гарантује шансу за губљење за највише 1/3. |
| Дил ор Но Дил случај: домаћин тражи од играча да отвори врата, а затим нуди промену у случају да аутомобил није откривен. | Промена осваја ауто за половину времена. |

### Н врата
Д. Л. Фергусон (1975 у писму упућеном Селвину цитирано у  указује на генерализацију Н-врата оригиналног проблема у којима домаћин отвара p губитничка врата, а затим нуди играчу могућност промене; У овој варијанти промена побеђује са вероватноћом (N-1) / [N (N-p-1)]. Ако домаћин не отвара ниједна врата, играчу је боље да промени, али, ако домаћин отвара само једна врата, предност се приближава нули и N расте . Са друге стране, ако је домаћин отвара све осим једних губитничких врата предност расте како N расте (вероватноћа победе преласком приступа 1 како N расте).

### Квантна верзија
Квантна верзија парадокса илуструје неке тачке о односу између класичне или не-квантне информације и квантне информације, као што је кодирана у стањима квантномеханичких система. Формулација је слободно заснована на квантној теорији игара. Троје врата су замењена квантним системом који омогућава три алтернативе; отварање врата и гледање иза њих што је преведено као одређено мерење. Правила се могу наводити у том језику, и поново избор за играча је да се држи почетног избора, или да промени за другу "ортогоналну" опцију. Испада да ова друга стратегија удвостручава шансе, баш као у класичном случају. Међутим, ако водитељ није променио положај награде у потпуности на начин квантне механике, играч може још боље, а понекад може чак и освојити награду са сигурношћу ,  ).

## Историја
Најранија од неколико загонетки вероватноће које се односе на Монтихалов парадокс је парадокс Бертандове кутије, постављен од стране Јосипа Бертранда 1889. године у својој Калкул дес пробабилитес . У овој загонетки постоје три кутије: кутија која садржи два златника, кутију са два сребрењака, и кутија са једним од сваког. Након избора кутије насумично се повлачи један новчић који је златник, питање је која је вероватноћа да је други новчић златан. Као и у Монтихолијевом парадоксу интуитиван одговор је 1/2, али је вероватноћа је заправо 2/3.
Парадокс три затвореника, објављен у Мартин Гарднеровој колумни Математичке игре у часопису Сајентистик мерикан 1959. , , еквивалентна је Монтихолијевом парадоксу. Овај проблем укључује три осуђена затвореника, од којих је један случајно и тајно изабран да буде помилован. Један од затвореника моли управника да му каже име једног од затвореника који је одабран да буде помилован, тврдећи да је то откривање информације нема никакве везе са његовом властитом вером, али да повећава његове шансе да буде помилован од 1/3 до 1/2. Управник обавезује, (тајно) бацање новчића да одлучи које име да дају ако је затвореник који је питао онај који ће бити помилован. Питање је да ли ће одговор управника променити шансе затвореника да буде помилован. Овај проблем је еквивалентан Монтихоловом парадоксу; затвореник који поставља питање још увек има 1/3 шансе да буде помилован, али његов неименовани колега има 2/3 шансе.
Стив Селвин је поставио Монтихолов парадокс у пар писама у Американ Статистикан-у 1975. , . Прво писмо је представило проблем у верзији непосредно повезаној са његовом презентацијом у Парад 15 година касније. Друго се јавља као прва употреба термина "Монтихолов парадокс". Проблем је заправо екстраполација из квиза. Монти сала јесте отварање погрешних врата за изградњу узбуђења, али је понуђена мања позната награда познату - као 100 америчких долара новчаница - а не избор за промену врата. Као што је Монти Хол написао Селвину:
Верзија проблема који је веома сличан оном који се појавио три године касније у Перед-у је објављен 1987. у одељку Загонетке Д Џурнал оф Економик Перспективс . Нејлбуф, као каснији писци у математичкој економији, види проблем као једноставну и забавну вежбу у теорији игара.
Чланак Филипа Мартина у издању магазина Бриџ Тудеј 1989 под називом "Д Монти Хол Треп"  представио је Селвинов парадокс као пример онога што Мартин називао вероватноћом замке третирања ни-случајних информација као да су насумичне, а које се односе на концепте у игри моста.
Преправљена верзија Селвиновог парадокса се појавила у Мерилин вос Савантиној колумни писмо и одговор у Перед-у у септембру 1990. године  Иако је вос Саванта дала тачан одговор кда ће промена освојити две трећине тог времена, она процењује да ће часопис примити 10.000 писама, укључујући близу 1.000 доктора наука који су потписали, многи на меморандумима математике и одељену науке, изјављујући да јој је решење погрешно. (Тирни 1991) Због огромног одговора, Перед је објавио преседан четири колумне за проблем.  Као резултат публицитета проблема зарађен је алтернативни назив Мерилин и козе.
У новембру 1990. године, једнака расправа о вос Савантином чланку заузела је место у колумни Сесил Адамса Д Стрејт Доуп . Адамс је на почетку одговорио, погрешно, да су шансе за двоје преосталих врата да морају свака бити један у два. Након што је читалац писао да исправи математику Адамсове анализе, Адамс се сложио да је математички, он погрешиоу, али је рекао да је верзија Перед оставила критична ограничења неписана, и без тих ограничења, шансе за освајање променом нису нужно 2 / 3. Бројни читаоци, међутим, написао је Адамс су били "у праву први пут" и да су тачне шансе један од два.
Колумна у Перед и његов одговор је изазвао доста пажње у медијима, укључујући насловну страну у Њујорк Тајмс-у у којем је сам Монти Хол обавио интервју.  Хол изгледа да разуме проблем, дајући репортеру демонстрације са кључевима аута и објашњавајући како се игра игра на Летс Мејк а Дил различито од правила загонетке. У чланку, Хол је истакао да због тога што је имао контролу над начином на који је игра напредовала, играјући се психом такмичара, теоријска решење се не могу применити на стварне игре емисије.
Карактеристике Монтихоловог парадокса постоје у роману Д Кјуриос Инсидент оф д Дог ин д Најт-Тајм Марка Хадона 2003. године и представљене су елементом земљишта 2012. у роману Свит Тут Иана МекИвена.